# أندي إيرفين
أندي إيرفين (بالإنجليزية: Andy Irvine) (و. 1942  م) هو موسيقي، وعازف مندولين، وعازف قيثارة، وكاتب أغاني أيرلندي، ولد في لندن، يستخدم آلات هارمونيكا، ومندولين.

## روابط خارجية
- أندي إيرفين على موقع ميوزك برينز (الإنجليزية)
- أندي إيرفين على موقع أول ميوزيك (الإنجليزية)
- أندي إيرفين على موقع ديسكوغز (الإنجليزية)